# بادرايان
بادرايان (بالسنسكريتية: बादरायण)‏، (بالإنجليزية: Badarayana)‏، كان فيلسوفًا وحكيمًا هنديًا يُنسَب إليه تأليف كتاب "براهمَا سوترا"، وهو نص أساسي للفلسفة الهندوسية في مدرسة "فيدَانتا". يُعدّ "براهمَا سوترا" واحدًا من ثلاثة نصوص رئيسية تُعرف باسم "براستان ترايي" (أي "الثلاثية المرجعية")، إلى جانب "الأوبانيشاد" و"بْهاغَفَد غِيتا". تقديرات زمن حياته تختلف بشكل كبير، حيث يُقدّر أنها كانت ما بين القرن الخامس قبل الميلاد إلى القرن الثالث أو الرابع بعد الميلاد.
يتفاوت تأريخ كتابه "براهمَا سوترا" بين عام 500 قبل الميلاد و450 ميلاديًا. يُعرف هذا الكتاب الذي ألّفه بادرايان أيضًا باسم "فيدَانتا سوترا"، وقد جُمِعَ في صورته الحالية حوالي عام 400-450 ميلاديًا. ومع ذلك، يُعتقد أن الجزء الأكبر من السوترا كان موجودًا قبل ذلك بفترة طويلة.
يُعتبر بادرايان الكاتب الأساسي للنص المؤسِّس لنظام فيدانتا الفلسفي، المعروف باسم "فيدَانتا سوترا" أو "براهمَا سوترا". ولهذا السبب يُعدّ مؤسس النظام الفلسفي الفيدانتي.

## طالع أيضًا
- فياسا: مؤلف مهابهاراتا.

### معلومات المراجع
- Balasubramanian، R. (2000). "Introduction". في Chattopadhyana (المحرر). History of Science, Philosophy and Culture in Indian Civilization. Volume II Part 2: Advaita Vedanta. Delhi: Centre for Studies in Civilizations.
- Nakamura، Hajime (1950a)، A History of Early Vedanta Philosophy. Part One (1990 Reprint)، Delhi: Motilal Banarsidass Publishers Private Limited